# 第72海兵歩兵大隊 (フランス軍)
第72海兵歩兵大隊（だいななじゅうにかいへいほへいだいたい、72e bataillon d'Infanterie de Marine：72e BIMa）は、ブーシュ＝デュ＝ローヌ県マルセイユに駐屯する、CFAT隷下のフランス陸軍海兵隊の歩兵大隊である。
兵種は歩兵、伝統的区分は海兵隊である。

## 沿革
- 1920年：第12セネガル狙撃兵連隊の後継として第72海兵連隊が編成される。トルコに派遣。
- 1925年：モロッコに駐留。
- 1940年：対独戦において大損害を受ける。
- 1958年：チャドに派遣。
- 1965年：連隊は解隊される。
- 1999年：第72海兵大隊として再編成される。

## 最新の部隊編成
- 大隊本部
- 本部管理中隊
- 基礎教育中隊
- 総合地区中隊

## 大隊の任務
大隊は、新兵教育、海外派遣される隊員の健康診断及びその計画を立てることも任務とする。

## 主要装備
- GIAT BM92-G1
- FA-MAS
- FR-F2
- AAT-F1
- AA-52
- 12.7mm重機関銃
- ERYX
- ミラン
- VAB
- VAL
- P4
- TRM 2000
- TRM 10000